# 斯图姆 (蒂罗尔州)
斯图姆是奥地利蒂罗尔州施瓦茨县的一个市镇。总面积4.95平方公里，总人口1815人，人口密度366.7人/平方公里（2005年）。